# Beau Brummell
Beau Brummell (també: Beau Brummel) és una pel·lícula estatunidenca dirigida per Curtis Bernhardt, estrenada el 1954 i doblada al català.

## Argument
La pel·lícula segueix, simplificada, la vida de G. Brummell a Londres i la seva amistat amb el Regent. Atorga a Brummell un paper de mentor polític del futur sobirà, més que de prescriptor de la vestimenta. Li confereix no obstant això una vida sentimental romàntica marcada per un amor exclusiu i no consumat per a Lady Patricia Belham, interpretada per E.Taylor. L'exili francès de Brummell és limitat a Calaves (i no a Caen), culminant en una última trobada, fictícia, amb el Rei, de qui és amic.

## Repartiment
- Stewart Granger: George Brummell
- Elizabeth Taylor: Lady Patricia Belham
- Peter Ustinov: George IV Príncep de Gal·les
- Robert Morley: Jordi III del Regne Unit
- James Donald: Lord Edwin Mercer
- James Hayter: Mortimer
- Rosemary Harris: Sra. Maria Anne Fitzherbert
- Noel Willman: George Gordon Byron
- Peter Dyneley: Midger
- Charles Carson: Sir Geoffrey Baker
- Ernest Clark: Doctor Warren
- Peter Bull: M. Fox
- Mark Dignam: M. Burke
- Desmond Roberts: Coronel
- Ralph Truman: Sir Ralph Sidley